# Majer Bogdański
Majer Bogdański (ur. 14 lipca 1912 w Piotrkowie Trybunalskim, zm. 4 września 2005 w Londynie) – polski muzyk i kompozytor, polityk Bundu oraz plutonowy Wojska Polskiego narodowości żydowskiej.

## Życiorys
Urodził się w Piotrkowie Trybunalskim w ubogiej, żydowskiej rodzinie stolarza. Jego matka Frymeta, której grób znajduje się na piotrkowskim cmentarzu żydowskim, osierociła go, kiedy miał 13 lat. Po ukończeniu czterech klas chederu zaczął pracować, aby pomóc ojcu w utrzymaniu czworga rodzeństwa. Zgodnie z życzeniem matki wyuczył się na krawca. W międzyczasie dokształcał się w szkole państwowej oraz studiował Talmud. Wówczas również, za namową kolegi z warsztatu krawieckiego wstąpił do Cukunftu, młodzieżówki Bundu. W Bundzie poznał swoją przyszłą żonę, Esterę Wolsztajn.
W latach 30. odbywał służbę wojskowa w 4 pułku artylerii ciężkiej w Łodzi. Jako jedyny Żyd ze swego rocznika dostał się do szkoły podoficerskiej, gdzie został awansowany na kaprala. 24 sierpnia 1939 został zmobilizowany do wojska. Po wybuchu II wojny światowej w Chełmie, radzieckie czołgi wzięły całą kompanię do niewoli. Deportowano ich do gułagu 1000 km na północny wschód od Archangielska. W 1941 wstąpił do armii Andersa. W kampanii włoskiej 1944, w składzie 4 batalionu strzelców karpackich, walczył m.in. pod Monte Cassino i Ankoną. 
Po zakończeniu wojny osiadł w Londynie, gdzie pracował jako krawiec, a jednocześnie stał się ważną postacią żydowskiej kultury, komponując ponad 400 utworów do wierszy w jidysz. Politycznie wspierał Partię Pracy, był też członkiem powołanej w latach 70. Grupy Żydowskich Socjalistów (ang. Jewish Socialists' Group). Był jednym z ostatnich w Wielkiej Brytanii „łączników” współczesnej kultury żydowskiej z przedwojennymi tradycjami bundowskimi. Działał na rzecz pojednania polsko-żydowskiego. Zmarł w Londynie.